# دانگیابند
دانگیابند (به لاتین: Dangyaband یا دنگیاوین Dengyavin) یک منطقه مسکونی در جمهوری آذربایجان است که در شهرستان لریک واقع شده است.